# Ахам (дворянский род)
Ахам — дворянский католический род из Старой Баварии, представители которого играли большую роль в Баварии, начиная со Средних веков и до конца XIX века. Древний и влиятельный род был одним из крупнейших землевладельцев, основные владения которого располагались вдоль Инны, помимо этого он имел тесные контакты с аббатством Райхерсберг.

## История
Будущий граф и основатель дома, Ахамер (Ахеимер, Ахаимер), был родом из деревни Ахам близ Санкт-Петер-ам-Харт, в Браунау-ам-Инн. Известно что представители турнирного рода были из Старой Баварии и с 1383 года владели анситзом Нойхаус, а также Гайнбергом в Верхней Австрии. 
Позже род разделился на три основные ветви из Хагенау (аллод герцогов Баварии, не путать с Херрен фон Хагенау), из Вильденау и из Нойхауса (аллод княжества-епископства Пассау). Ахамы имел титул потомственного камергера князя-епископа Пассау. После того, как  родовой дом семьи Иннфиртель стал австрийским по Тешенскому мирному договору\ в 1779 г., семейство стало жителями Верхней Австрии.